# Cassidocida orthopterae
Cassidocida orthopterae är en stekelart som beskrevs av Jean Risbec 1951. Cassidocida orthopterae ingår i släktet Cassidocida och familjen raggsteklar.
Artens utbredningsområde är Senegal. Inga underarter finns listade.